# Anisaspis tuberculata
Espèce
Synonymes
- Anisaspis bacillifera Simon, 1892

Anisaspis tuberculata est une espèce d'araignées mygalomorphes de la famille des Paratropididae.

## Distribution
Cette espèce est endémique de Saint-Vincent à Saint-Vincent-et-les-Grenadines dans les Antilles.

## Description
Les femelles mesurent de 4 à 6 mm. Ce sont des juvéniles pour Sherwood, Lucas et Brescovit en 2022 .

## Systématique et taxinomie
Cette espèce a été décrite par Simon en 1892.

## Publication originale
- Simon, 1892 : « On the spiders of the island of St. Vincent. Part 1. » Proceedings of the Zoological Society of London, vol. 1891, p. 549-575 (texte intégral).